# Макрионитис, Мариус
Мариус Макрионитис (8.10.1913 г., Греция — 8.04.1959 г., Греция) — католический прелат афинский архиепископ с 11 марта 1953 года по 8 апреля 1959 год, апостольский администратор апостольского викарита Фессалоник с 1953 года по 1959 год, член монашеского ордена иезуитов.

## Биография
Мариус Макрионитис родился 8 октября 1913 года в Греции. Вступил в монашеский орден иезуитов. После получения богословского образования был рукоположён 15 июля 1941 года в священника.
11 марта 1953 года Римский папа Пий XII назначил Мариуса Макрионитиса афинским архиепископом. 10 мая 1953 года состоялось рукоположение Мариуса Макрионитиса в епископа, которое совершил епископ Георгий Ксенопулос в сослужении с архиепископом Наксоса, Андроса, Тиноса и Миконоса Иоаннисом Филиппуссисом и экзархом Греции Георгием Калавасси.